# أوليفيا بيكر
أوليفيا بيكر (بالإنجليزية: Olivia Baker) هي رباعة نيوزيلندية، ولدت في 28 فبراير 1979 في هوت العليا ‏ في نيوزيلندا.

## وصلات خارجية
- أوليفيا بيكر على موقع أوليمبيديا (الإنجليزية)
- أوليفيا بيكر على موقع اللجنة الأولمبية النيوزيلندية (الإنجليزية)
- أوليفيا بيكر على موقع اتحاد ألعاب الكومنولث (مؤرشف) (الإنجليزية)